# NGC 2484
NGC 2484 est une lointaine et très vaste galaxie lenticulaire située dans la constellation du Lynx.  NGC 2484 a été découverte par l'astronome français Édouard Stephan en 1885.

## Caractéristiques
Sa vitesse par rapport au fond diffus cosmologique est de 12 405 ± 12 km/s, ce qui correspond à une distance de Hubble de 183 ± 13 Mpc (∼597 millions d'al).
À ce jour, une mesure non basée sur le décalage vers le rouge (redshift) donne une distance d'environ 171,000 Mpc (∼558 millions d'al). Cette valeur est à l'intérieur des valeurs de la distance de Hubble. Notons cependant que c'est avec la valeur moyenne des mesures indépendantes, lorsqu'elles existent, que la base de données NASA/IPAC calcule le diamètre d'une galaxie et qu'en conséquence le diamètre de NGC 1484 pourrait être d'environ 93,1 kpc (∼304 000 al) si on utilisait la distance de Hubble pour le calculer.

### Radiogalaxie
NGC 2484 est une radiogalaxie qui présente un faible niveau d'excitation (LERG, pour low-excitation radio galaxy). Elle présente un jet d'émission d'onde radio. Selon la base de données Simbad, NGC 2484 est une galaxie active qui contient un quasar.